# La Costa del Montseny
La Costa del Montseny es una entidad de población española del municipio de Fogás de Monclús, perteneciente a la provincia de Barcelona, en la comunidad autónoma de Cataluña.

## Toponimia
El lugar puede aparecer referido como «La Costa del Montseny» y «La Costa».

## Historia
Hacia mediados del siglo XIX, el lugar ya pertenecía al municipio de Fogás. Aparece descrito en el séptimo volumen del Diccionario geográfico-estadístico-histórico de España y sus posesiones de Ultramar de Pascual Madoz con las siguientes palabras:

COSTA (la): l. en la prov., aud. terr., c. g. y dióc. de Barcelona (8 leg.), part. jud. de Granollers (4 1/2), ayunt. de Fogas. sit. entre montes con buena ventilacion y clima templado y saludable; las enfermedades comunes son fiebres intermitentes. Tiene una igl. parr. (San Esteban), de la que es aneja la de Sta. Susana, servida por un cura de ingreso de provision real y ordinaria, y un sacristan que nombra el párroco; una ermita con culto público, y una capilla de propiedad particular. El term. confina con Fogás, Mincarolas, Monteguas y Monseny. El terreno es montuoso, corre por él el r. Tordera y le cruzan varios caminos locales. prod.: trigo, vino y legumbres; cria ganado, caza y pesca de distintas especies. pobl. y riqueza. (V. Fogas.)
(Madoz, 1847, p. 145)

En 2023, la entidad singular de población tenía empadronados 120 habitantes y el núcleo de población, 53.

## Patrimonio

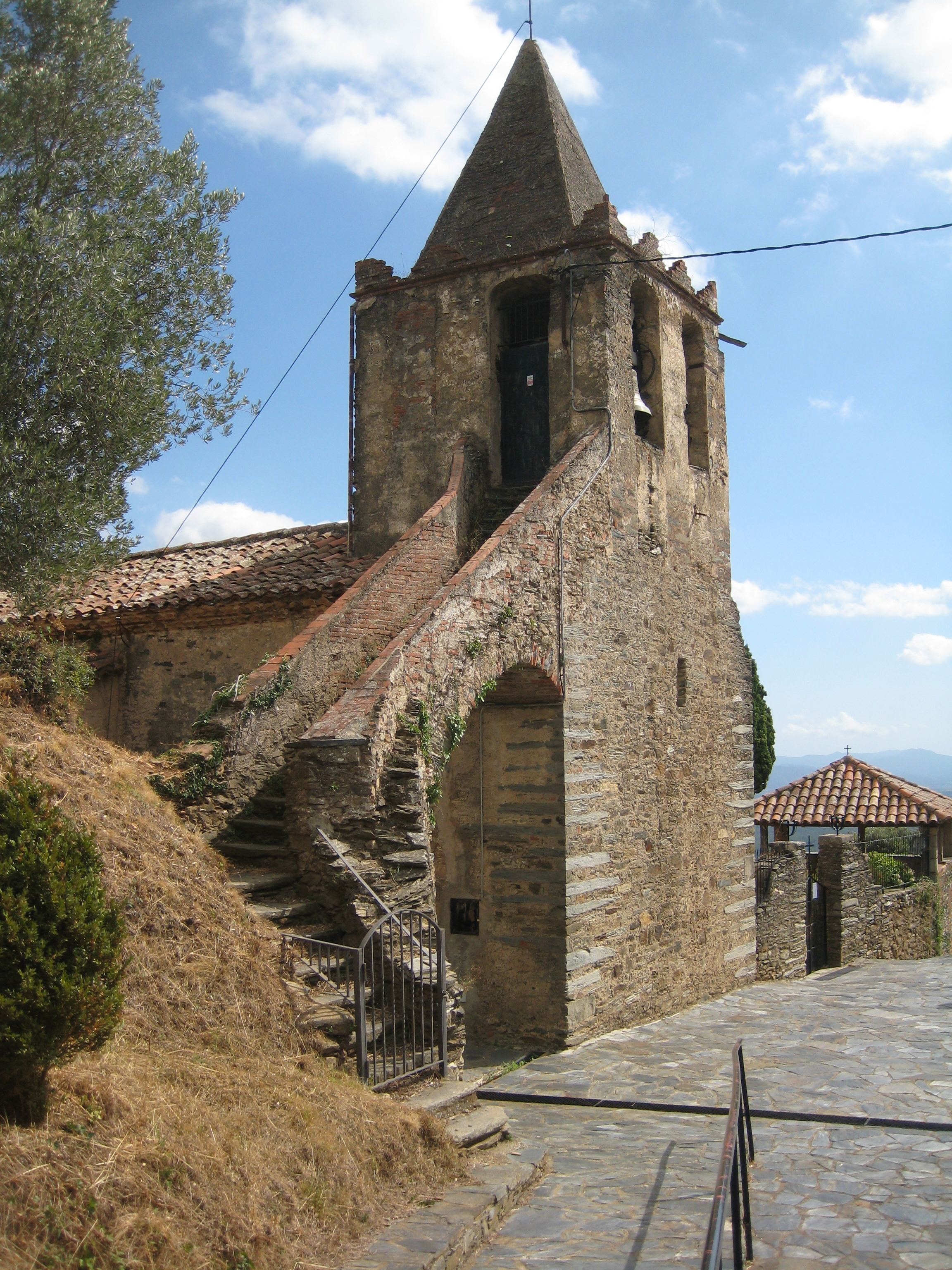
Vista de la iglesia de San Esteban

Hay en el lugar una iglesia de San Esteban.